# James Price (scenografo)
James Price (...) è uno scenografo britannico, vincitore del Premio Oscar alla migliore scenografia per Povere creature!.

## Biografia
James Price è cresciuto a North Herefordshire, nel Regno Unito. Dal 2000 al 2001 ha frequentato la Università di Kingston. Ha esordito come scenografo in televisione curando degli episodi della serie Spooks e il film Bullet Boy di Saul Dibb. Nel 2017 ha curato la scenografia del film Paddington 2 di Paul King e della serie The Halcyon, mentre l'anno successivo ha lavorato a La mia vita con John F. Donovan di Xavier Dolan. Nel 2024 ha vinto il Premio Oscar alla migliore scenografia per Povere creature! di Yorgos Lanthimos.

## Filmografia

### Scenografo

#### Cinema
- Bullet Boy, regia di Saul Dibb (2004)
- Grown Your Own, regia di Richard Laxton (2007)
- Kill Your Friends, regia di Owen Harris (2015)
- Paddington 2, regia di Paul King (2017)
- La mia vita con John F. Donovan (The Death & Life of John F. Donovan), regia di Xavier Dolan (2018)
- Judy, regia di Rupert Goold (2019)
- The Nest - L'inganno (The Nest), regia di Sean Durkin (2020)
- Un bambino chiamato Natale (A Boy Called Christmas), regia di Gil Kenan (2021)
- Povere creature! (Poor Things), regia di Yorgos Lanthimos (2024)
- The Warrior: The Iron Claw (The Iron Claw), regia di Sean Durkin (2024)
- Bugonia, regia di Yorgos Lanthimos (2025)

#### Televisione
- Hearts of Gold, regia di Richard Laxton - film TV (2003)
- Home, regia di Richard Curson Smith - film TV (2003)
- Spooks - serie TV, 6 episodi (2003)
- Reversals, regia di David Evans - film TV (2003)
- NY-LON - miniserie TV, episodio 1x01 (2004)
- Agatha Christie: A Life in Pictures, regia di Richard Curson Smith - film TV (2004)
- The Giblet Boys - serie TV, 7 episodi (2005)
- Katy Brand's Big Ass Show - serie TV, 2 episodi (2007)
- Rush Hour - serie TV, 6 episodi (2007)
- Io, Jane Austen (Miss Austen Regrets), regia di Jeremy Lovering - film TV (2007)
- Consenting Adults, regia di Richard Curson Smith - film TV (2007)
- Learners, regia di Francesca Joseph - film TV (2007)
- Dustbin Baby, regia di Juliet May - film TV (2008)
- Whitechapel - serie TV, 3 episodi (2010)
- Fast Freddie, the Widow and Me, regia di David Richards (2011)
- The Mystery of Edwin Drood - miniserie TV, 2 episodi (2012)
- The Paradise - serie TV, episodio 1x01 (2012)
- Space Dive, regia di Colin Barr - film TV (2012)
- Southcliffe - miniserie TV, 4 episodi (2013)
- Uncle - serie TV, 5 episodi (2014)
- Undercover - miniserie TV, 6 episodi (2016)
- The Halcyon - serie TV, 8 episodi (2017)
- Trust - serie TV, 4 episodi (2018)
- Harry Palmer - Il caso Ipcress (The Ipcress File) - miniserie TV, 6 episodi (2022)

#### Cortometraggi
- Been Here for Days, regia di Dominik Rippl (2012)
- The Date, regia di Adam Thorpe (2013)

### Produttore
- Shell Shock, regia di James Price (2009)
- StarGirl, regia di James Price - cortometraggio (2009)

### Regista
- Shell Shock (2009)
- StarGirl - cortometraggio (2009)

### Sceneggiatura
- Shell Shock, regia di James Price (2009)
- StarGirl, regia di James Price - cortometraggio (2009)

## Riconoscimenti
- Premio Oscar
  - 2024 - Migliore scenografia per Povere creature!
- Premio BAFTA
  - 2024 - Migliore scenografia per Povere creature!
- Critics' Choice Awards
  - 2024 - Candidatura alla migliore scenografia per Povere creature!